# Esfinx egípcia

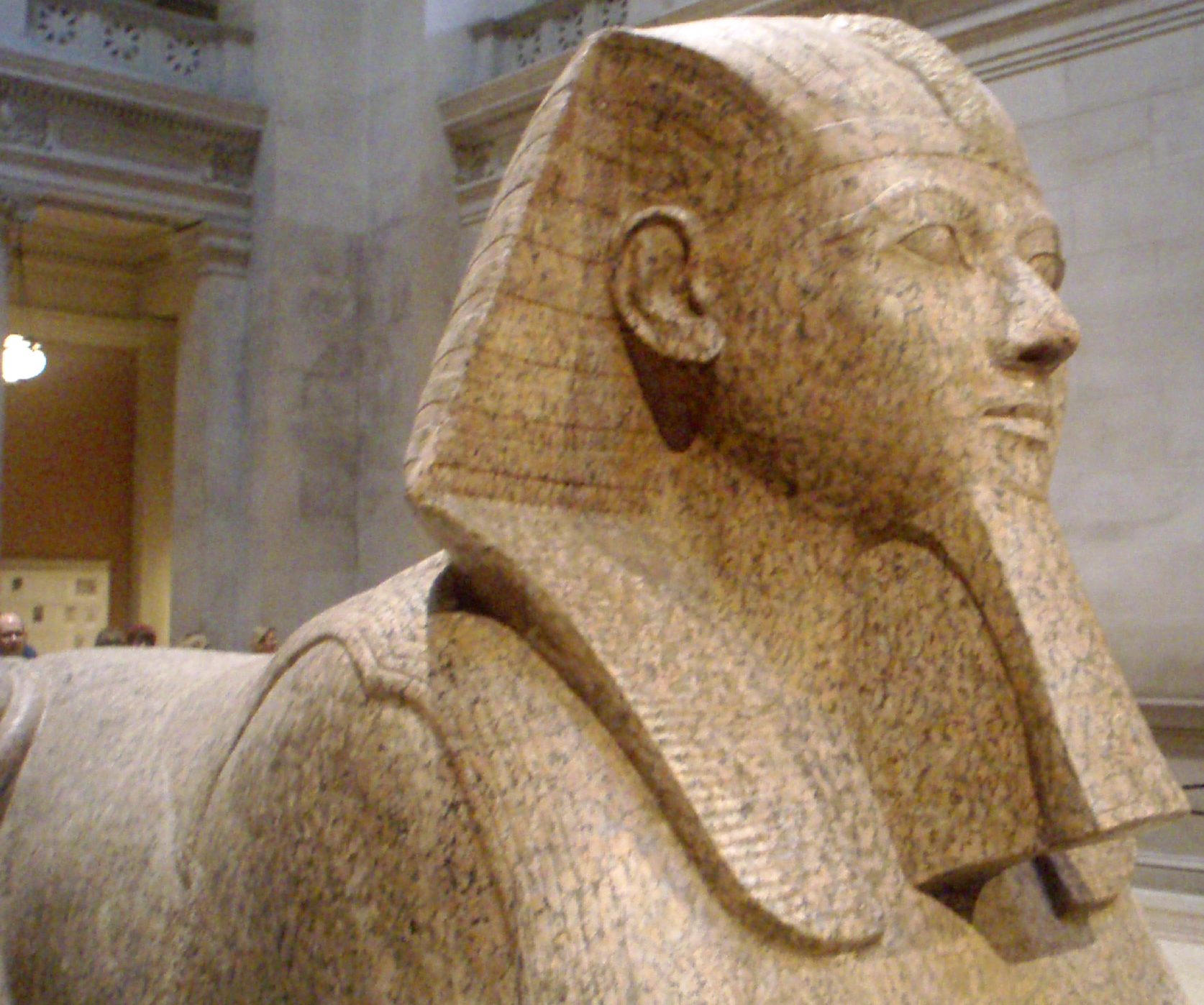
Esfinx d'Hatxepsut al Metropolitan Museum

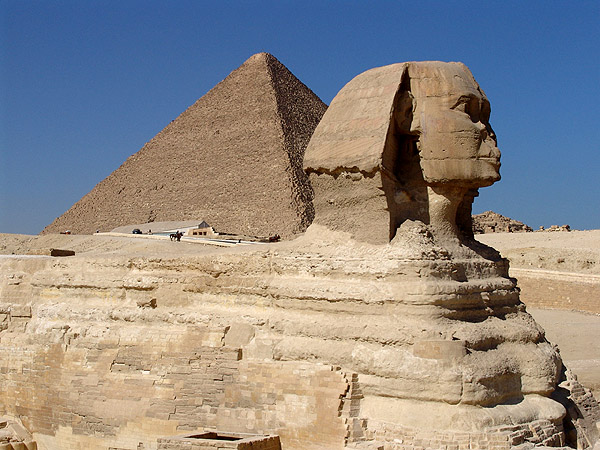
Esfinx de Guiza, al fons la piràmide de Kheops

Esfinx (del grec Σφίγξ) és el nom hel·lenitzat d'un ésser fabulós que se sol representar com un lleó recolzat amb cap humà. Les esfinxs foren creades pels antics egipcis i formen part de la seua mitologia. Les posaven al davant dels temples (avinguda de les esfinxs) pensant que cobraven vida i protegien el temple a la nit.

## Etimologia
Els antics egipcis la denominaven Sheps-anj, que significa 'imatge vivent' o 'estàtua vivent'; després derivà a sephankhes i posteriorment a esfinx. Heròdot anomenà androesfinx a l'egípcia, que tenia rostre d'home a diferència de la grega, amb aspecte femení i alada. També n'hi havia amb cap de carner o de falcó.

## Història
Les esfinxs eren símbol de reialesa, representaven la força i el poder del lleó, i la vida després de la mort, per això apareixen en moltes tombes en forma de relleu. Durant l'Imperi Nou es representaren com a esfinxs alguns déus, com Amon.
La més gran i una de les més antigues representacions escultòriques n'és l'Esfinx de Guiza. En els darrers períodes era habitual situar esfinxs a banda i banda de les avingudes que conduïen als temples. Entre el recinte del temple d'Amon de Karnak i el d'Amon de Luxor, hi ha una avinguda processional (dromos) d'alguns quilòmetres flanquejada per centenars d'esfinxs amb caps de carners o humanes.
L'esfinx egípcia ha variat al llarg de la història, canviant d'aparença segons les tendències culturals del moment. Se'n coneixen algunes amb aspecte femení: l'esfinx d'Hetepheres II n'és la més antiga coneguda. La del Museu Barracco de Roma, feta en granit negre i atribuïda a Hatxepsut, i una altra conservada al Museu del Caire de la mateixa reina, seria la imatge de la primera reina faraona representada en aquesta forma. Altres reines el rostre de les quals es pot veure en esfinxs foren Mutnediemet i Nefertiti.

## Galeria d'imatges

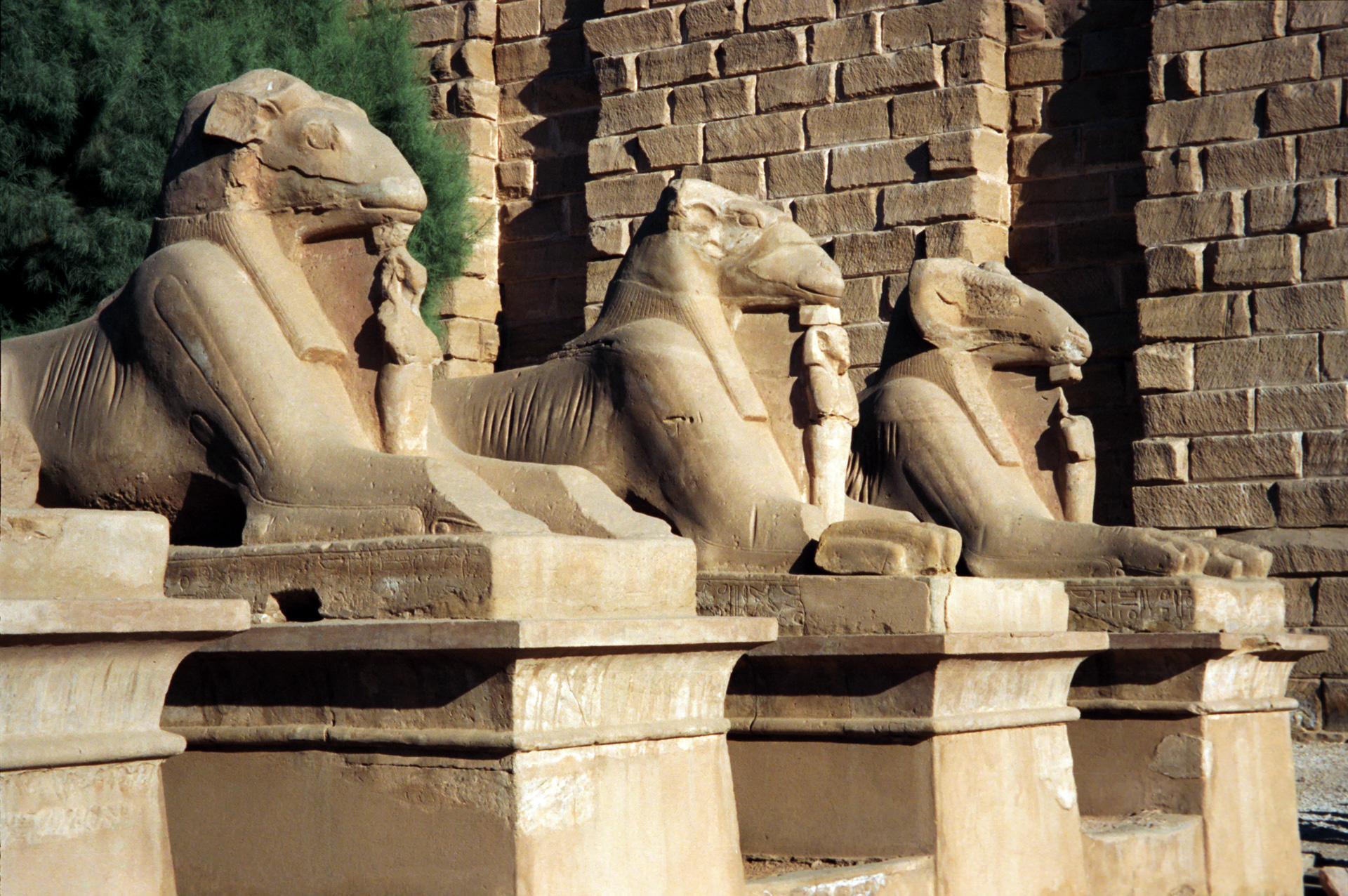
Esfinxs flanquejant el dromos que comunicava el temple d'Amon a Karnak amb l'embarcador del Nil
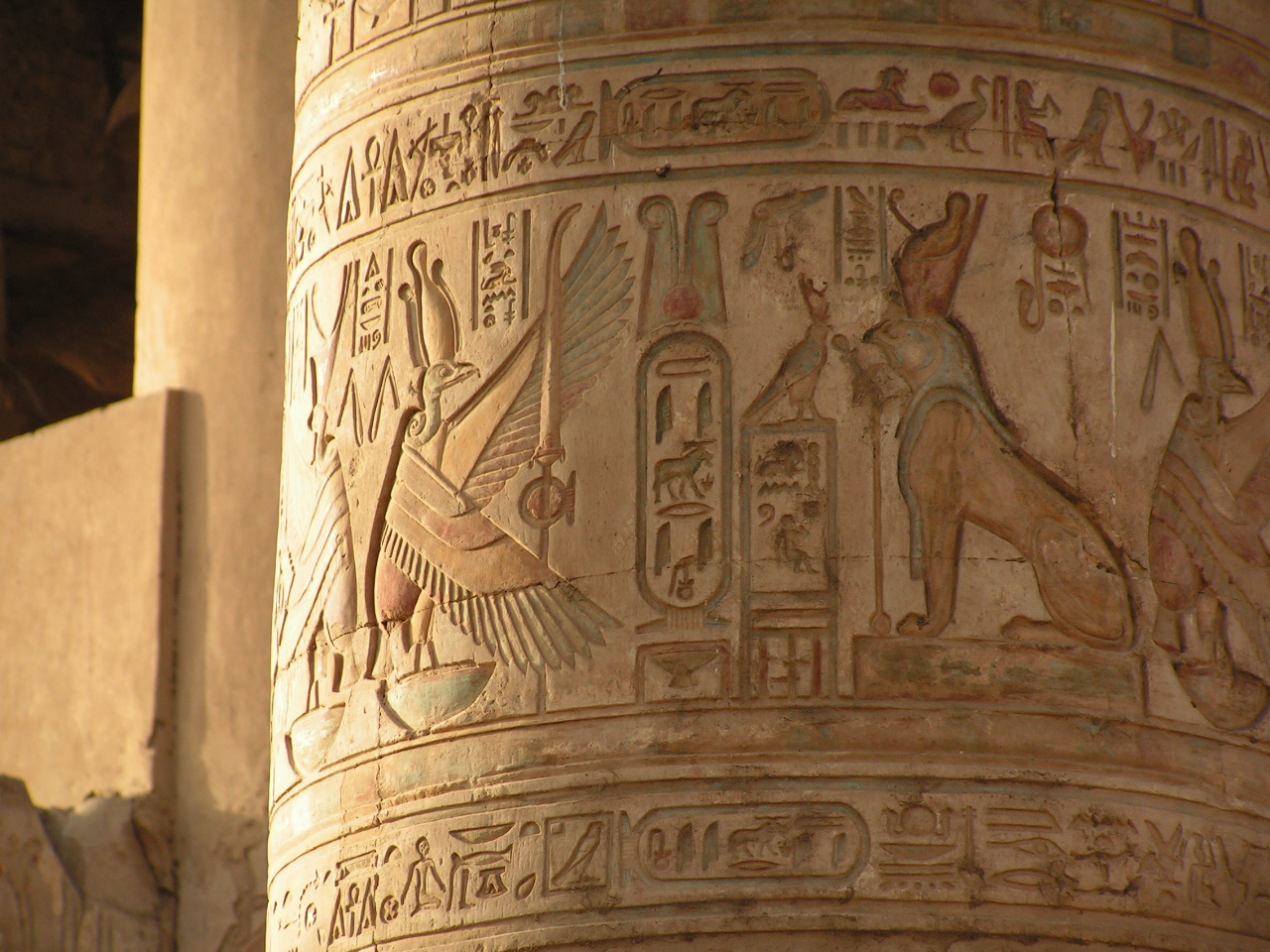
Esfinx tallada en un pilar del temple de Kom Ombo, Egipte
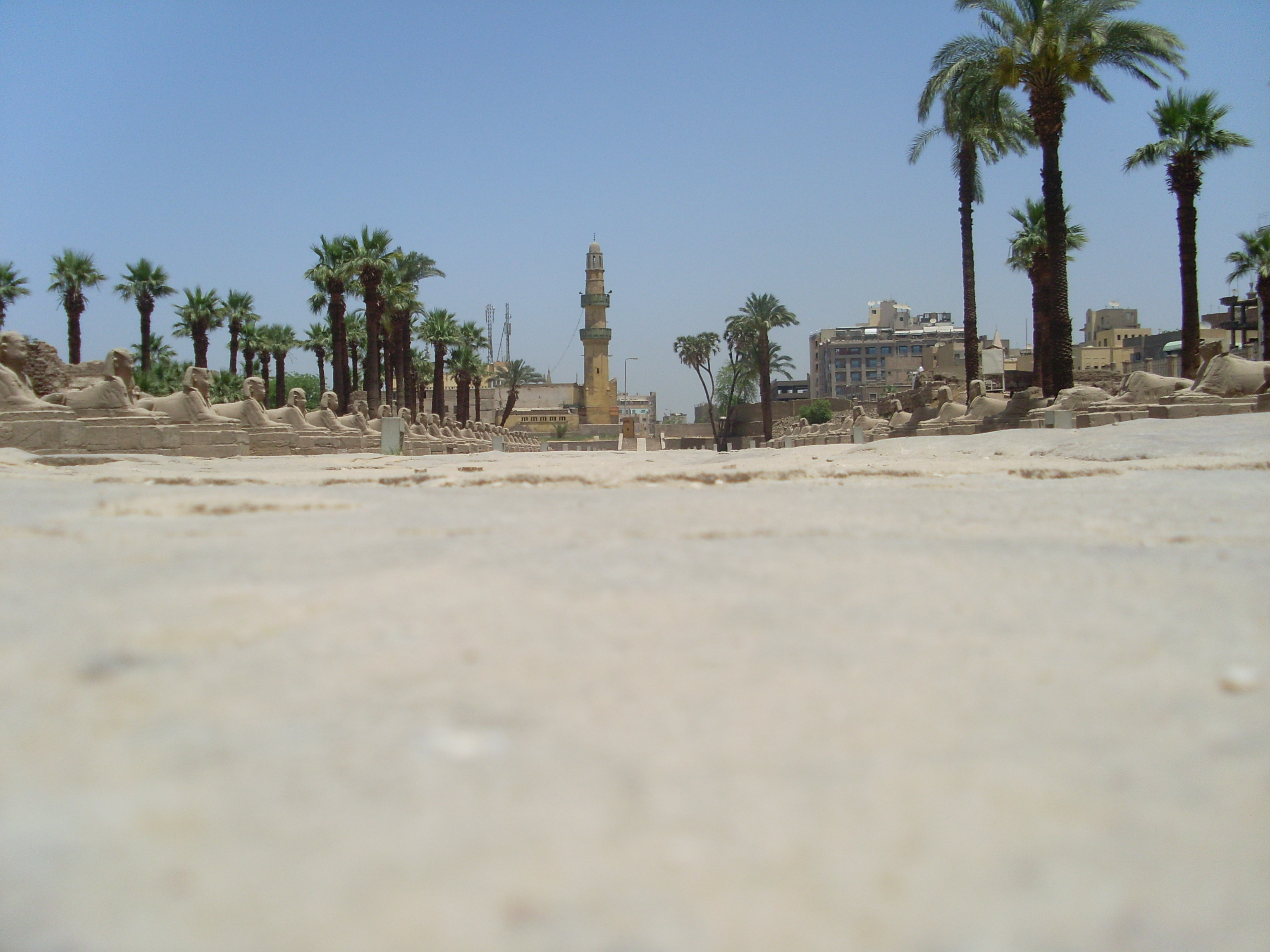
Avinguda de les esfinxs
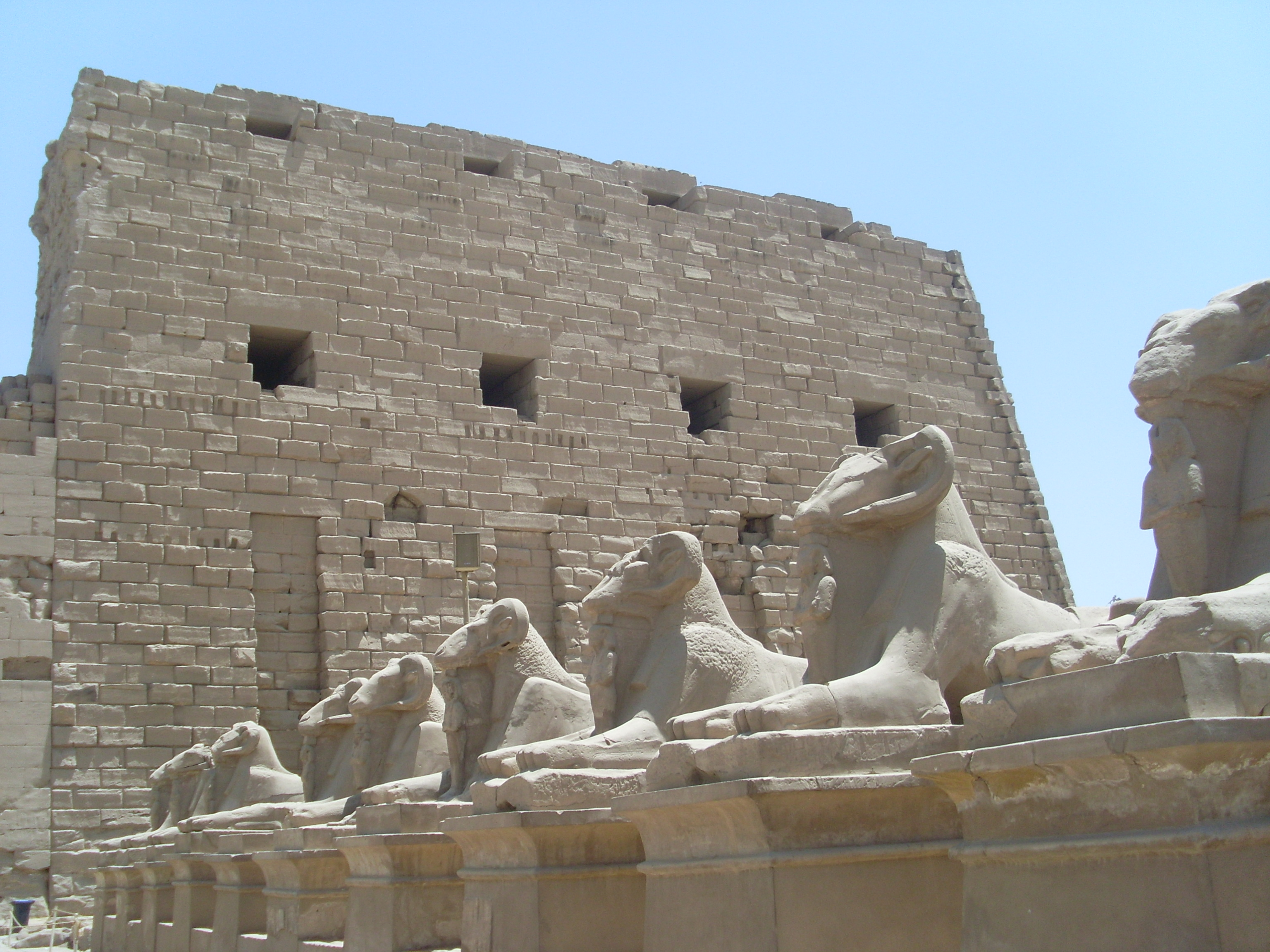
Avinguda dels carners